# Ação de recuo

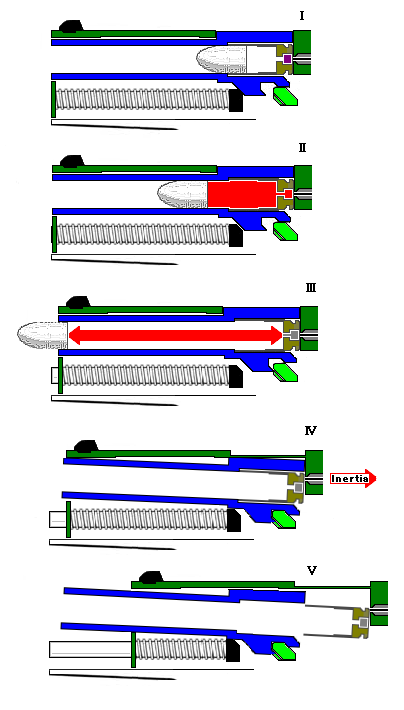
Diagrama de um mecanismo por ação de recuo.

Ação de recuo é um tipo de ação de arma de fogo, usado para implementar armas de fogo de culatra bloqueada, com carregamento automático. As armas de fogo por ação de recuo usam a energia do recuo para efetuar mais um ciclo da ação.

## Histórico
A primeira menção em usar o recuo para ajudar no carregamento de armas de fogo foi em 1663, quando um inglês chamado Palmer propôs empregá-lo. Esse conceito permaneceria inativo até o século XIX, quando vários inventores começaram a patentear projetos com ação de recuo. 
A menção mais antiga de ação de recuo na literatura britânica sobre patentes é uma de Joseph Whitworth registrada em 1855, que propunha usar o recuo para abrir parcialmente a culatra de um rifle, sendo a culatra puxada manualmente pelo resto do caminho de volta manualmente. Nessa época, um americano chamado Regulus Pilon patenteou na Grã-Bretanha uma arma que usava uma forma limitada de ação de recuo, embora na verdade existam três patentes relacionadas a armas de fogo por esse homem na literatura de patentes britânica em torno de 1850 a 1860, todos eles se referem a um meio de amortecer o recuo de armas de fogo, o que não era uma ideia nova na época, e não a verdadeira ação de recuo. 
O próximo a mencionar a ação de recuo na literatura de patentes britânicas é Alexander Blakely em 1862, que descreve claramente o uso do recuo de um canhão disparado para abrir a culatra. Depois de Blakely, veio a patente de um capitão sueco chamado D. H. Friberg na década de 1870, que introduziu a metralhadora totalmente automática. Finalmente chegou a metralhadora automática Maxim, de 1883, que introduziu a era moderna das metralhadoras automáticas.